# Борго Верде (Ферара)
Борго Верде (итал. Borgo Verde) је насеље у Италији у округу Ферара, региону Емилија-Ромања.
Према процени из 2011. у насељу је живело 26 становника. Насеље се налази на надморској висини од 2 м.